# Рафал Дзержек
Рафал Дзержек з гербу Нечуя (пол. Rafał Dzierżek, нар. 1738 р. — ?) — генерал-майор, командуючий бригади у Волинсько-Подільській дивізії 1792 р., учасник російсько-польської війни 1792 р., староста олеховецький і мальчовецький.
Син Войцеха Дзержека, бахтинського старости. Він служив у кавалерії з 1760 року компаньйоном. У 1768 р. йому присвоїли прапорщика, а у 1771 р. — поручника і капітана. У 1777 році він став бригадиром 7-ї Національної кавалерійської бригади в Українсько-Подільській дивізії. 10 грудня 1783 року йому присвоїли звання генерал-майора. З 1789 р. був бригадир 7-ї Національної кавалерійської бригади, якою командував у російсько-польській війні 1792 року.
24 червня 1792 р. позбавлений командування за непокору.
Відзначений орденом святого Станіслава в 1776 році.

## Родина
Батько — Войцех Дзержек (1714—1774), бахтинський староста. Мати — Барбара Дунін-Васович.
Брат — Теодор Дзержек, маршалок Могилівського повіту.